# Andy Bell (basgitarist)

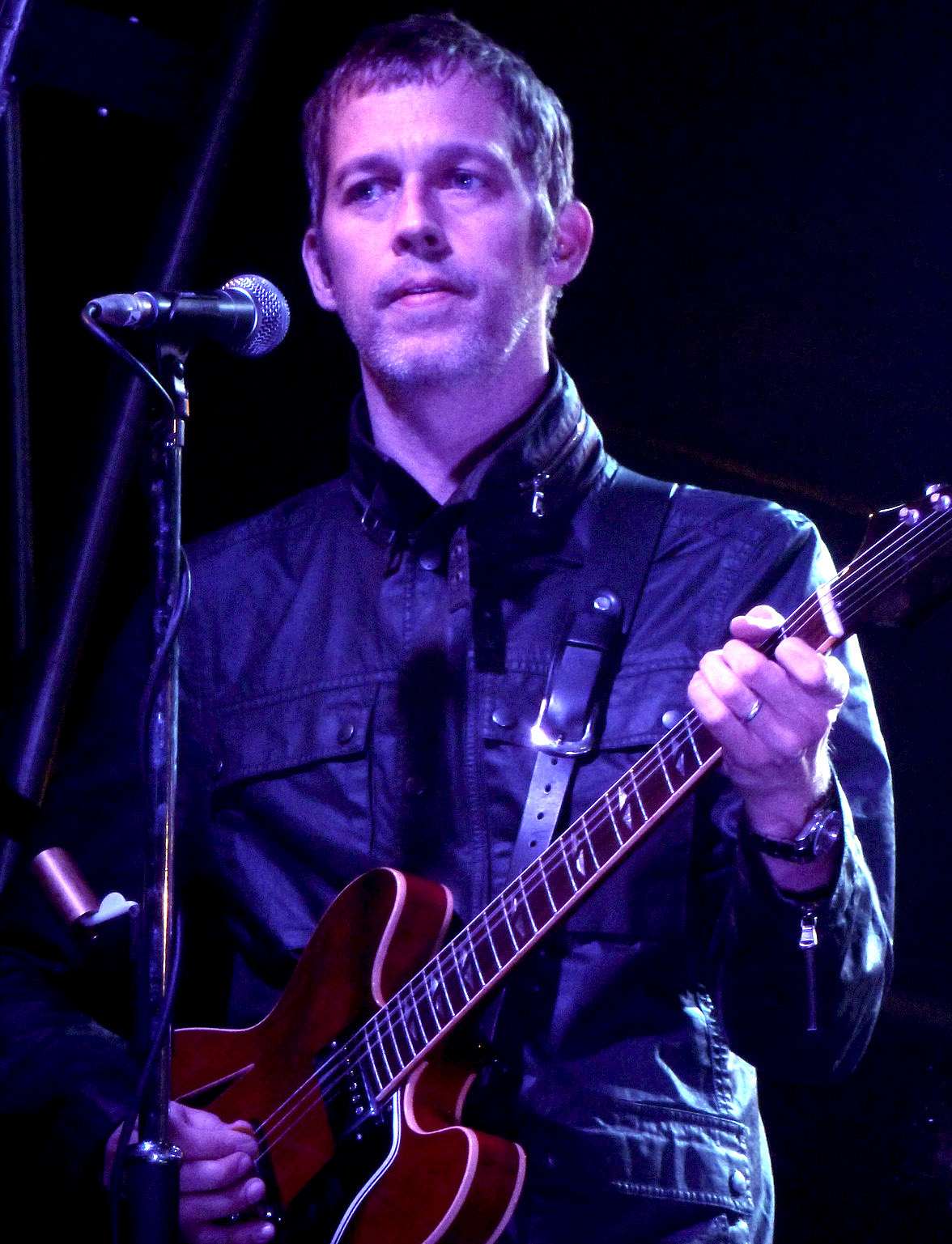
Andy Bell (2011)

Andrew Piran (Andy) Bell (Cardiff (Wales), 11 augustus 1970) is een Britse muzikant die vooral bekend is als basgitarist van de band Oasis.
Voordat Bell toetrad tot Oasis, was hij gitarist in de bands Ride en Hurricane #1. Met de laatste band scoorde hij de bescheiden hit Step Into My World.
Daarnaast schrijft Bell ook mee aan nummers van Oasis. Het door Bell geschreven nummer Turn Up the Sun schopte het zelfs tot openingsnummer van het in 2005 verschenen Don’t Believe the Truth. Andere Oasisnummers van zijn hand betreffen: A Quick Peep, Thank You For The Good Times, Keep The Dream Alive, en The Nature Of Reality.
Bell staat bekend om zijn gebruik van Burns basgitaren uit de jaren zestig.
Begin 2025 brengt hij het album Pinball Wanderer uit waarop hij flirt met elektronische muziek. Op het album staat de singles I'm In Love..., waar Dot Allison en voormalig Neu!-lid Michael Rother een bijdrage aan doen.

## Trivia
- Als enige zuiderling binnen de band is Bell vaak slachtoffer van grappen. De meest bekende is te horen op het live-album Familiar to Millions uit 2000. Als door het publiek herhaaldelijk de namen van zanger Liam Gallagher en leadgitarist Noel Gallagher gejoeld worden, vraagt die laatste aan het publiek of ze niet eens over Andy Bell kunnen zingen. "Who the fuck is Andy Bell", is de reactie van het publiek in het Londense Wembley Stadium. Ook tijdens latere optredens is deze zin nog vaak te horen, zo ook tijdens het optreden van Oasis in de Amsterdamse Heineken Music Hall op 2 november 2005.[bron?]

- Biblioteca Nacional de España: XX1727463
- Bibliothèque nationale de France: cb16662812z (data)
- Gemeinsame Normdatei: 1249483530
- International Standard Name Identifier: 0000 0000 5997 1507
- Library of Congress Control Number: n2021058926
- MusicBrainz: 5946e805-9ab4-4fd9-9c19-21a8f7dfef98
- Virtual International Authority File: 87499731
- WorldCat: E39PBJgd7gtK9b7bWqWwjy4pfq